# Paso de Poiso
A Poiso-hágó a Madeira hosszában végighúzódó vízválasztó hegylánc egyik, a közúton is elérhető hágója.

## Földrajzi helyzete
Montétól 8 km-rel észak-északkeletre, Camachától 10 km-rel északnyugatra, az 1413 m magas Poiso csúcs alatt, 1400 m magasan található.

## Közlekedés
Itt kel át a déli partvidéket Faiallal és Santanával összekötő, ER 103 jelű országút a vízválasztón. A Funchalból Montén és Terreiro da Lután át érkező ER103 útba:
- mintegy fél kilométerrel a hágó előtt torkollik a  Camacha és Caniço felől érkező ER 203 út. Az ER 103 út a hágótól Ribeiro Frión át Faialba tart (a belőle leágazó ER 217 pedig São Roque do Faialba).

A hágónál keresztezi az ER 103 utat a Santa Cruzt és Santo da Serrát az Areeiro csúccsal összekötő ER 202 út.

## Látnivalók
Az útkereszteződésben álló hajdani pásztorkunyhóban vidékies vendéglőt nyitottak. Helyi jellegű fogás a kenyérleves (açorda).